# Кавказский ветеран
«Кавказский ветеран» — еженедельная военная газета для нижних чинов Кавказской армии, с иллюстрациями.
Еженедельно издаваемая в Тифлисе, с 22 декабря 1907 года, газета служила приложением к газете «Кавказская Армия». Редактор-издатель газеты — Б. С. Эсадзе, ротмистр. Приложение имело низкую подписную цену — три рубля в год.
Задачами газеты для нижних чинов были:
- «1) способствование расширению кругозора и нравственного долга нижних чинов;
- 2) развитие у них чувства любви к родине, престолу и военному делу;
- 3) возбуждение у них интереса к отечественной истории, местной жизни, чтению и вообще к занятиям образовательного характера».

Выпуски год, номер (число-месяц):
- 1907, № 1 (22-XII);
- 1908, № 2 (20-II) — № 39 (23-XII), № 37 вышел дважды с датами: 2-XII, 9-XII, содержание газет разное;
- 1909, № 1 (1-I) — № 16 (20-IV)[5].

С 1909 года газета называлась ― «Скобелевский сборник».